# Angelica amurensis
Angelica amurensis là một loài thực vật có hoa trong họ Hoa tán. Loài này được Schischk. mô tả khoa học đầu tiên năm 1951.